# 王子野 (1916年)
王子野（1916年6月19日—1994年2月16日），原名程扶铎，男，安徽绩溪人，中国出版家、编辑家、翻译家，中国作家协会理事，曾任人民出版社主编、社长，原中华人民共和国国家出版局副局长，第二、三、四、七届全国政协委员，第五、六届全国人大代表。